# Mireille Sankatsing
Mireille Olga Sabitrie (Mireille) Sankatsing (Nijmegen, 15 september 1969)  is een Surinaams oud-atlete. Ze was Atlete van het Jaar van 1984 en 1985.

## Biografie
Mireille Sankatsing werd geboren in Nijmegen in Nederland en begon op haar negende met atletiek. In december 1980 verhuisde haar gezin naar Suriname. Daar begon ze in 1981 bij AV Eagles en trainde bij Rita Balrak. Ze stapte over naar Profosoe toen die vereniging in 1984 werd opgericht.
Ze specialiseerde zich op de 800 en 1500 meter en vanaf 1988 ook de 400 meter. Op 13 november 1982 schreef ze sportgeschiedenis door het Surinaamse record op de 1500 meter te verbreken in 5 minuten en 23,03 seconden. Hiermee was ze de jongste recordhoudster in de atletiekgeschiedenis van het land. Het record verbrak ze met 4 minuten en 50,4 seconden opnieuw tijdens de CARIFTA Games op de Bahama's. Ze behaalde hier de zilveren medaille.
Op 24 juni 1984 won ze tijdens de Zuid-Amerikaanse kampioenschappen in Puerto Rico de gouden medaille op de 1200 meter en verbrak ze in 3 minuten 38,40 seconden het ZK-record in de categorie meisjes U17. Bij elkaar vestigde ze als junior dertien records, waarmee ze het record verbrak van Hugo Fernandes-Mendes die er twaalf had. Naast hardlopen deed ze aan hoogspringen, waar ze in 1982 met 1,40 meter de jongste recordhoudster werd. Ze was Atlete van het jaar van 1984 en 1985.
Ze vertegenwoordigde haar land op de 800 meter op de WK atletiek voor junioren in 1986, de Pan-Amerikaanse Spelen in 1987 en de WK atletiek voor junioren in 1987 en 1988. Ze nam ook deel aan de 1500 meter op de WK atletiek voor junioren in 1986. Sankatsing nam verder deel aan de 400 meter op de Universiade van 1993 en eindigde als zesde in de finale in een tijd van 54,87 seconden.
Van 1989 tot 1992 studeerde ze aan de Eastern Michigan University in Ypsilanti in Michigan. In 1992 werd ze de eerste nationale kampioen van de school toen ze de 800 meter won bij de NCAA Indoor Championships in een tijd van 2 minuten en 3,47 seconden, de snelste tijd van de universiteit van het seizoen.
Ze is getrouwd met de sprinter Kevin Smith die de Amerikaanse Maagdeneilanden op de 200 meter vertegenwoordigde op de Olympische Zomerspelen van 1992.